# Stylaster maroccanus
Stylaster maroccanus är en nässeldjursart som beskrevs av Zibrowius och Stephen D. Cairns 1992. Stylaster maroccanus ingår i släktet Stylaster och familjen Stylasteridae. Inga underarter finns listade i Catalogue of Life.